# Montgaudry
Montgaudry – miejscowość i gmina we Francji, w regionie Normandia, w departamencie Orne.
Według danych na rok 1990 gminę zamieszkiwało 114 osób, a gęstość zaludnienia wynosiła 10 osób/km² (wśród 1815 gmin Dolnej Normandii Montgaudry plasuje się na 772. miejscu pod względem liczby ludności, natomiast pod względem powierzchni na miejscu 425.).